# Чернореченский (Ивановская область)
Черноре́ченский — село Ивановского района Ивановской области Российской Федерации. Административный центр Чернореченского сельского поселения.

## География
Расположено в 2 км к западу от города Иваново, в 3 км к северу от аэропора Иваново-Южный. Через село протекает речка Чёрная (приток Виргузы). Улицы ДПМК, Заречная 1-я, Заречная 2-я, Зелёная, Ленина, ПМК-106, Победы, Прифермская,Светлая, а также переулки Заречный, Зелёный, Парковый.

## История
Первоначально село называлось Утки-Жары, затем — Совхоз имени Фрунзе. В 1931 году основана «Школа совхоза имени Фрунзе». В 1980-е годы посёлок Чернореченский выделен из состава Новоталицкого сельсовета..
В 1981 году указом Президиума Верховного Совета РСФСР поселок совхоза им. Фрунзе переименован в Чернореченский.

## Население
| 2002 | 2010  |
| ---- | ----- |
| 1625 | ↗1669 |

Фактически в селе проживают более двух тысяч жителей, многие из которых зарегистрированы в Иванове.

## Инфраструктура
Имеется средняя школа, детский сад, библиотека, почтовое отделение Почта России, сельский клуб, амбулатория (нет врача). Село Чернореченский газифицировано.

## Экономика
Крупнейшим предприятием села является учебно-опытное хозяйство Ивановской государственной сельскохозяйственной академии.

## Русская православная церковь
- В 2014 освящён храм в честь иконы Божией Матери «Иерусалимской».[5]